# Everybody Wants Some!!
Everybody Wants Some!! is een Amerikaanse komedie uit 2016 die geschreven en geregisseerd werd door Richard Linklater. De hoofdrollen worden vertolkt door Blake Jenner, Zoey Deutch, Ryan Guzman en Tyler Hoechlin.
De film werd door regisseur Linklater bestempeld als de "spirituele sequel" van Dazed and Confused (1993).

## Verhaal
Het verhaal speelt zich af in augustus 1980 en volgt Jake, een eerstejaarsstudent en talentvolle honkbalspeler, die samen met zijn luide en opvallende huisgenoten geniet van zijn studententijd.

## Rolverdeling
| Acteur             | Personage    |
| ------------------ | ------------ |
| Blake Jenner       | Jake         |
| Zoey Deutch        | Beverly      |
| Ryan Guzman        | Roper        |
| Tyler Hoechlin     | McReynolds   |
| Dora Madison       | Val          |
| Wyatt Russell      | Willoughby   |
| Glen Powell        | Finnegan     |
| Jonathan Breck     | Coach Gordon |
| Will Brittain      | Billy Autrey |
| Austin Amelio      | Nesbit       |
| Juston Street      | Jay Niles    |
| J. Quinton Johnson | Dale Douglas |

## Release
De film ging op 11 maart 2016 in première op het South by Southwest Film Festival en kreeg van de filmcritici positieve kritieken, met een score van 94% op Rotten Tomatoes.